# Сьвехоцин (Любуське воєводство)
Сьвехоцин (пол. Świechocin, нім. Schwichotschin) — село в Польщі, у гміні Пщев Мендзижецького повіту Любуського воєводства.
Населення — 116 осіб (2011).
У 1975-1998 роках село належало до Гожовського воєводства.

## Демографія
Демографічна структура станом на 31 березня 2011 року:
|          | Загалом | Допрацездатний вік | Працездатний вік | Постпрацездатний вік |
| -------- | ------- | ------------------ | ---------------- | -------------------- |
| Чоловіки | 61      | 15                 | 39               | 7                    |
| Жінки    | 55      | 6                  | 38               | 11                   |
| Разом    | 116     | 21                 | 77               | 18                   |